# 昭和60年台風第13号
昭和60年台風第13号（しょうわ60ねんたいふうだい13ごう、国際名：Pat）は、1985年（昭和60年）8月に九州地方に上陸した台風である。藤原の効果により台風12号・14号と共に複雑な動きをした。

## 概要

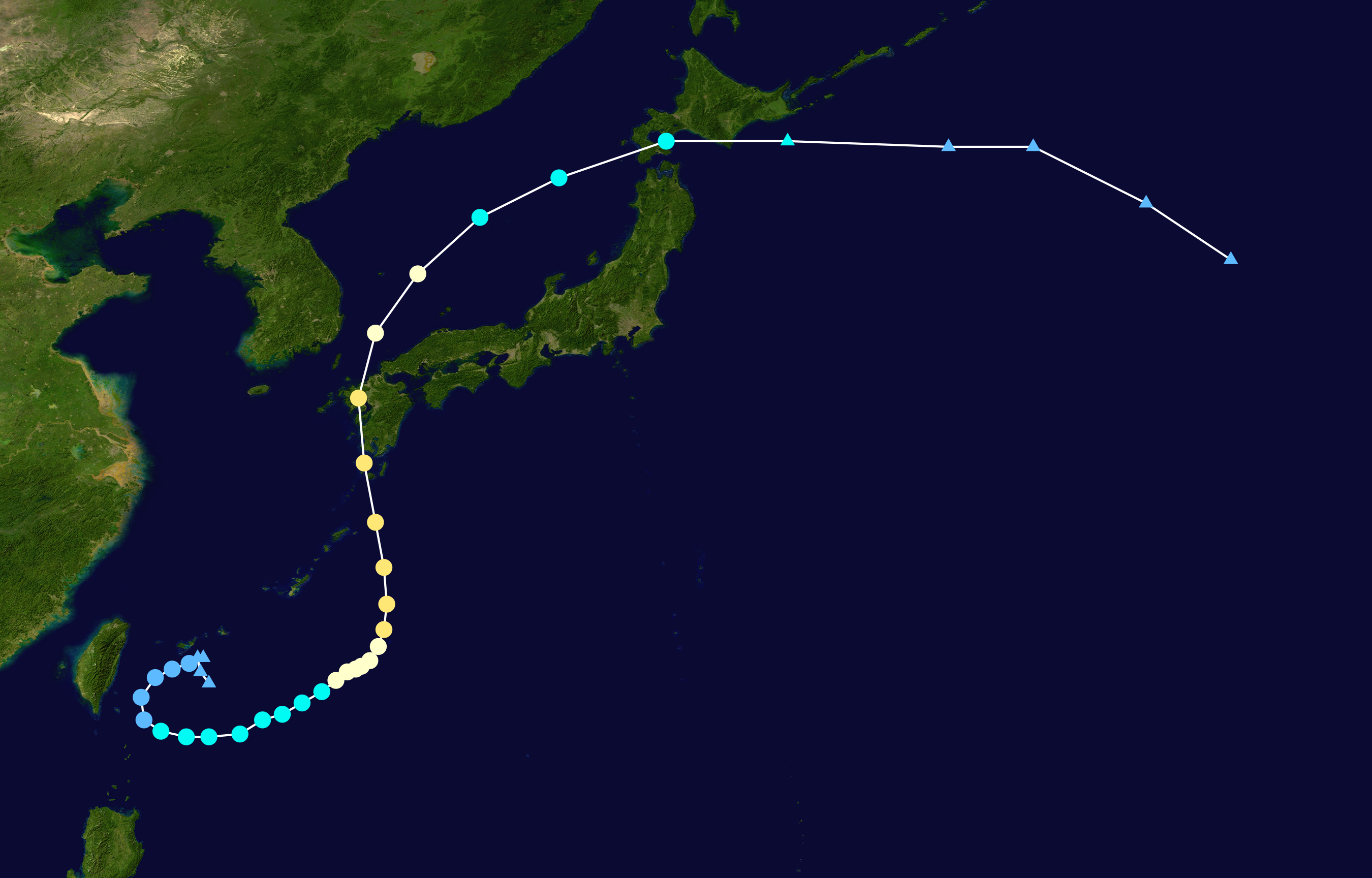
進路図

8月26日に沖縄の南海上で発生した台風13号は、台風12号との藤原の効果により速度が遅くなり、沖縄の南海上を北東よりに進んでいた。8月28日には日本のはるか南で台風14号が発生し、日本近海には台風が3つも存在する状況になり、それぞれの台風が近くに位置することで台風が停滞したり複雑な動きをする現象（藤原の効果）により台風予測が難しい状況であった。
ゆっくりとした速度で沖縄近海を進んでいた13号は8月30日に進路を北に変えて、速度を上げながら九州に向けて進み始め、8月31日には最盛期の勢力で鹿児島県枕崎市に上陸した。台風は九州を縦断し、9月1日には日本海を北上して北海道へ進み日本から遠ざかった。台風13号が九州に上陸する前日の8月30日には台風14号が神奈川県横須賀市付近に上陸し、関東地方から東北地方にかけて被害をもたらした。
台風13号が九州に上陸した翌日の9月1日には、8月29日に九州の南海上を西進し、東シナ海で停滞していた台風12号が進路を北東に変え、8月31日 - 9月1日にかけて五島列島を通り対馬海峡から日本海へと進み、九州では2つの台風が奇襲することとなり、高潮や大雨、漁船の遭難が相次いだ。

## 被害
台風12号・台風14号によるものを含めた被害は以下の通り。
- 死者・行方不明者31人
- 負傷者232人
- 損壊住家7805棟
- 浸水2858棟
- 被害総額714億円